# Vysokorychlostní trať Peking–Šanghaj
Vysokorychlostní trať Peking–Šanghaj (čínsky v českém přepisu Ťing-chu Kao-su Tchie-lu, pchin-jinem Jīnghù Gāosù Tiělù, znaky zjednodušené 京沪高速铁路, tradiční 京滬高速鐵路) je 1318 kilometrů dlouhá vysokorychlostní trať v Čínské lidové republice, která vede z hlavního města Pekingu do Šanghaje a spojuje tak dva z ekonomicky nejvýznamnějších regionů státu. Její stavba začala 18. dubna 2008, koleje byly položeny 15. listopadu 2010 a 30. června 2011 byly na trať puštěny vlaky pro veřejnost. V úvodním úseku do Tchien-ťinu vede souběžně s ní vysokorychlostní trať Peking – Tchien-ťin a v celé délce vede souběžně s ní starší železniční trať Peking - Šanghaj.
V provincii Ťiang-su vede trať po viaduktu Tan-jang-Kchun-šan, který je s délkou 164,8 km nejdelším mostem světa.
V Šanghaji je trať ukončena v městském obvodě Čchang-ning na nádraží Šanghaj Chung-čchiao v sousedství mezinárodního letiště Šanghaj Chung-čchiao. Na stejném nádraží končí také vysokorychlostní tratě Šanghaj – Chang-čou a Šanghaj – Nanking a je zde stanice linky 2 a linky 10 šanghajského metra.